# Club Deportivo Mosconia
El Club Deportivo Mosconia es un club de fútbol de Grado, en Asturias. En 1961 se crea como Grado Club de Fútbol. Actualmente milita en el grupo II de la Tercera Federación. Su estadio es el Marqués de la Vega de Anzo con capacidad teórica de 4000 personas. Su mayor logro deportivo fue el ascenso a Segunda División B en la temporada 1991-92, aunque regresó de nuevo a Tercera División el siguiente año. Ha disputado en cuatro ocasiones la Copa del Rey.

## Historia

### Orígenes del fútbol en Grado
El primer equipo con el nombre de Mosconia fue fundado en 1945 en Grado, para desaparecer en 1958. Su primer presidente en 1945 fue Alberto Menéndez "Bitita". 

### Fundación del club
En 1961 se crea el Grado Club de Fútbol, que cambiaría su denominación en 1969 a Club Deportivo Mosconia.
En 1983 bajo la presidencia de José Manuel Fernández "Raditel", se consigue por primera vez el ascenso a la Tercera División, lográndo asentarse en la categoría durante unos años. En la temporada 1990-91 logra clasificarse para la promoción de ascenso, donde se encuadra en un grupo junto al Real Madrid "C", Bergantiños F. C. y el Club Atlético Burgalés. El 16 de junio de ese año, el club moscón hace historia, ganando al Real Madrid "C" y ascendiendo por primera vez a la Segunda División B.

### Temporada en Segunda B
En el año en la categoría de bronce se encuadra en el grupo 1, junto a clubes que han llegado a militar en la Primera División, como la Unión Deportiva Salamanca o el Club Deportivo Numancia de Soria. Quedaría clasificado en última posición, retornando a la Tercera División. En la vuelta a esta categoría, se vería afectado por problemas económicos y además descendería a Regional Preferente. 

### Regional Preferente y actualidad
En la 1997-98 logra ascender a Tercera División comenzando una época en la que enlazaría nueve temporadas consecutivas en Tercera División jugando una promoción de ascenso en la temporada 2004/05, siendo eliminado en primera eliminatoria por la Sociedad Deportiva Negreira.
En 2011 acabaría descendiendo a la Primera Regional. A raíz de ello y con una elevada deuda económica, parecía abocado a la desaparición, pero finalmente un grupo de inversores locales consiguieron subsanar los problemas. Encabezado por José Luis Tamargo "Pitus", empezaron una nueva temporada con jugadores de Grado a coste cero. Esto permitió saldar una parte de la deuda,[cita requerida] recuperando el apoyo de Grado, con el que se llegó incluso a crear la primera peña oficial del club.[cita requerida]
El Mosconia consiguió el ascenso a Regional Preferente tras vencer al Club Deportivo Turón en la primera eliminatoria por 3-0 y 1-1, y en la segunda al Club Deportivo Colunga, con resultados de 1-1 y 1-2. Retornaría a Tercera División en la temporada 2014-15. En la 2021-22 disputa la competición con la nueva denominación de la Tercera División RFEF, aunque eso supone bajar al quinto nivel del sistema de ligas de fútbol de España. Desciende esa campaña, al acabar la liga en la última posición y retorna a categorías regionales.
Tras clasificarse en tercera posición de la Primera Asturfútbol, en la temporada 2023-24 consiguió ascender a Tercera Federación.

## Estadio

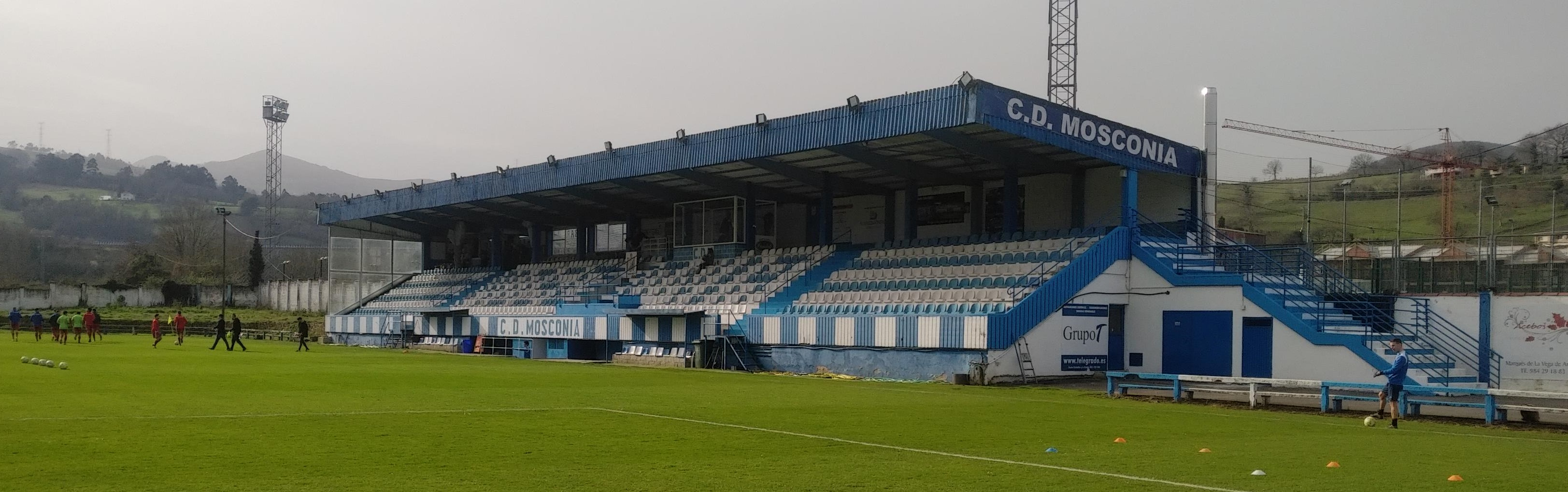
Tribuna del Estadio Marqués de la Vega de Anzo.

Disputa sus partidos como local en el Estadio Marqués de la Vega de Anzo con capacidad para unos 4000 espectadores. Antiguamente denominado "El Casal" fue renombrado en 1974 en honor al Marqués de la Vega de Anzo, benefactor del club y de la villa gracias al que se construye una tribuna cubierta en el estadio, estrenada en 1975 con un partido entre el Real Oviedo y el Club Deportivo Ensidesa. Se localiza en la Avenida de los Deportes. El club utiliza también para sus entrenamientos y categorías inferiores las instalaciones anexas de El Casal.

## Uniforme
- Uniforme titular: camiseta blanca con franja superior horizontal en azul claro, pantalón y medias azul marino con detalles blancos.
- Uniforme alternativo: camiseta y medias amarillas, pantalón blanco.

## Cantera
En la temporada 2023-24, el C .D. Mosconia tiene: 
- Un equipo en Segunda juvenil.
- Un equipo en Segunda cadete.
- Un equipo en Segunda infantil.
- Dos equipos en Tercera alevín.
- Un equipo en Segunda benjamín.
- Dos equipos en Tercera benjamín.
- Un equipo en Segunda Prebenjamín.
- Un equipo en Tercera prebenjamín.

El C. D. Mosconia organiza desde el año 2008 torneos en Semana Santa y en junio en los que participan equipos de distintas partes de la comunidad autónoma. 

## Datos del club

### Trayectoria en competiciones nacionales
- Temporadas en Primera División: 0
- Temporadas en Segunda División: 0
- Temporadas en Primera Federación: 0
- Temporadas en Segunda División B: 1
- Temporadas en Tercera: 29
- Participaciones en Copa del Rey: 4 (1986-87, 1990-91, 1991-92 y 1992-93).

### Récords (2ª B)
- Temporadas: 1 (1991-92).
  - Mayor goleada conseguida: C. D. Mosconia 4-1 Fabril Deportivo.
  - Mayor goleada encajada: C. D. Mosconia 0-5 C. D. Logroñés "B", U. D. Salamanca 5-0 C. D. Mosconia y C. D. Ourense 6-1 C. D. Mosconia.
  - Máximo goleador: Javi Prendes (10 goles).

### Récords (Copa del Rey)
- Mejor participación: 2.ª Ronda (2): (1990-91, 1991-92).

## Trayectoria

### Primer Mosconia
| Temporada | Nivel | Categoría              | Puesto | Copa del Rey |
| --------- | ----- | ---------------------- | ------ | ------------ |
| 1945–47   | —     | Regional               | —      |              |
| 1947-48   | 4     | 1.ª Categoría Regional | 4.º    |              |
| 1948-49   | 4     | 1.ª Categoría Regional | 5.º    |              |
| 1949-50   | 4     | 1.ª Categoría Regional | 9.º    |              |
| 1950-51   | 4     | 1.ª Categoría Regional | 11.º   |              |
| 1951-52   | 4     | 1.ª Categoría Regional | 7.º    |              |
| 1952-53   |       | No compite             |        |              |
| 1953-54   | 4     | 1.ª Categoría Regional | 12.º   |              |
| 1954-55   | 5     | 2.ª Regional           | —      |              |
| 1955-56   | 4     | 1.ª Categoría Regional | 5.º    |              |
| 1956-57   | 4     | 1.ª Categoría Regional | 7.º    |              |
| 1957-58   | 4     | 1.ª Categoría Regional | 5.º    |              |

### Grado C. F. / C. D. Mosconia
| Temporada | Nivel | Categoría                        | Puesto | Copa del Rey |
| --------- | ----- | -------------------------------- | ------ | ------------ |
| 1962-63   | 5     | 2.ª Regional                     | —      |              |
| 1963-64   | 4     | 1.ª Categoría Regional           | 7.º    |              |
| 1964-65   | 4     | 1.ª Categoría Regional           | 5.º    |              |
| 1965-66   | 4     | 1.ª Categoría Regional           | 11.º   |              |
| 1966-67   | 4     | 1.ª Categoría Regional           | 6.º    |              |
| 1967-68   | 4     | 1.ª Categoría Regional           | 4.º    |              |
| 1968-69   | 4     | 1.ª Categoría Regional           | 14.º   |              |
| 1969-70   | 4     | 1.ª Categoría Regional           | 15.º   |              |
| 1970-71   | 4     | 1.ª Categoría Regional           | 16.º   |              |
| 1971-72   | 4     | 1.ª Categoría Regional           | 5.º    |              |
| 1972-73   | 4     | 1.ª Categoría Regional           | 7.º    |              |
| 1973-74   | 4     | 1.ª Categoría Regional           | 5.º    |              |
| 1974-75   | 4     | 1ª Categoría Regional Preferente | 6.º    |              |
| 1975-76   | 4     | 1ª Categoría Regional Preferente | 6.º    |              |
| 1976-77   | 4     | 1ª Categoría Regional Preferente | 10.º   |              |
| 1977-78   | 5     | 1ª Categoría Regional Preferente | 14.º   |              |
| 1978-79   | 5     | Regional Preferente              | 3.º    |              |
| 1979-80   | 5     | Regional Preferente              | 11.º   |              |
| 1980-81   | 5     | Regional Preferente              | 10.º   |              |
| 1981-82   | 5     | Regional Preferente              | 15.º   |              |
| 1982-83   | 5     | Regional Preferente              | 1.º    |              |
| 1983-84   | 4     | 3.ª División                     | 16.º   |              |
| 1984-85   | 4     | 3.ª División                     | 13.º   |              |
| 1985-86   | 4     | 3.ª División                     | 6.º    |              |
| 1986-87   | 4     | 3.ª División                     | 13.º   | 1.ª ronda    |
| 1987-88   | 4     | 3.ª División                     | 16.º   |              |
| 1988-89   | 4     | 3.ª División                     | 6.º    |              |
| 1989-90   | 4     | 3.ª División                     | 3.º    |              |
| 1990-91   | 4     | 3.ª División                     | 3.º    | 2.ª ronda    |
| 1991-92   | 3     | 2.ª División B                   | 20.º   | 2.ª ronda    |
| 1992-93   | 4     | 3.ª División                     | 18.º   | 1.ª ronda    |
| 1993-94   | 5     | Regional Preferente              | 4.º    |              |
| 1994-95   | 5     | Regional Preferente              | 1.º    |              |
| 1995-96   | 4     | 3.ª División                     | 5.º    |              |
| 1996-97   | 4     | 3.ª División                     | 19.º   |              |
| 1997-98   | 5     | Regional Preferente              | 1.º    |              |
| 1998-99   | 4     | 3.ª División                     | 14.º   |              |
| 1999-2000 | 4     | 3.ª División                     | 17.º   |              |

| Temporada | Nivel | Categoría           | Puesto | Copa del Rey |
| --------- | ----- | ------------------- | ------ | ------------ |
| 2000-01   | 4     | 3.ª División        | 12.º   |              |
| 2001-02   | 4     | 3.ª División        | 12.º   |              |
| 2002-03   | 4     | 3.ª División        | 14.º   |              |
| 2003-04   | 4     | 3.ª División        | 9.º    |              |
| 2004-05   | 4     | 3.ª División        | 3.º    |              |
| 2005-06   | 4     | 3.ª División        | 10.º   |              |
| 2006-07   | 4     | 3.ª División        | 19.º   |              |
| 2007-08   | 5     | Regional Preferente | 1.º    |              |
| 2008-09   | 4     | 3.ª División        | 20.º   |              |
| 2009-10   | 5     | Regional Preferente | 14.º   |              |
| 2010-11   | 5     | Regional Preferente | 18.º   |              |
| 2011-12   | 6     | 1.ª Regional        | 3.º    |              |
| 2012-13   | 5     | Regional Preferente | 11.º   |              |
| 2013-14   | 5     | Regional Preferente | 4.º    |              |
| 2014-15   | 4     | 3.ª División        | 11.º   |              |
| 2015-16   | 4     | 3.ª División        | 13.º   |              |
| 2016-17   | 4     | 3.ª División        | 12.º   |              |
| 2017-18   | 4     | 3.ª División        | 11.º   |              |
| 2018-19   | 4     | 3.ª División        | 9.º    |              |
| 2019-20   | 4     | 3.ª División        | 12.º   |              |
| 2020-21   | 4     | 3.ª División        | 14.º   |              |
| 2021-22   | 5     | 3.ª División RFEF   | 20.º   |              |
| 2022-23   | 6     | 1.ª RFFPA           | 14.º   |              |
| 2023-24   | 6     | 1.ª Asturfútbol     | 3.º    |              |
| 2024-25   | 5     | 3.ª Federación      |        |              |

## Palmarés

### Torneos autonómicos
- Regional Preferente (4): 1982-83, 1994-95, 1997-98 y 2007-08.

### Trofeos amistosos
- Trofeo Hermanos Tarralva (10): 1991, 2001, 2002, 2003, 2004, 2007, 2011, 2018, 2019 y 2021.